# 早期生长反应蛋白
早期生长反应蛋白（early growth response proteins）是一个锌指结构转录因子蛋白家族。
其成员包括：EGR1、EGR2、EGR3和EGR4等。其中EGR1属于即早期基因家族成员之一，是参与调控细胞生长、分化以及凋亡的重要转录因子，在肝、心、脑、肺、脾、骨骼肌、肾、卵巢和前列腺等组织均可检测到其表达。